# Flama

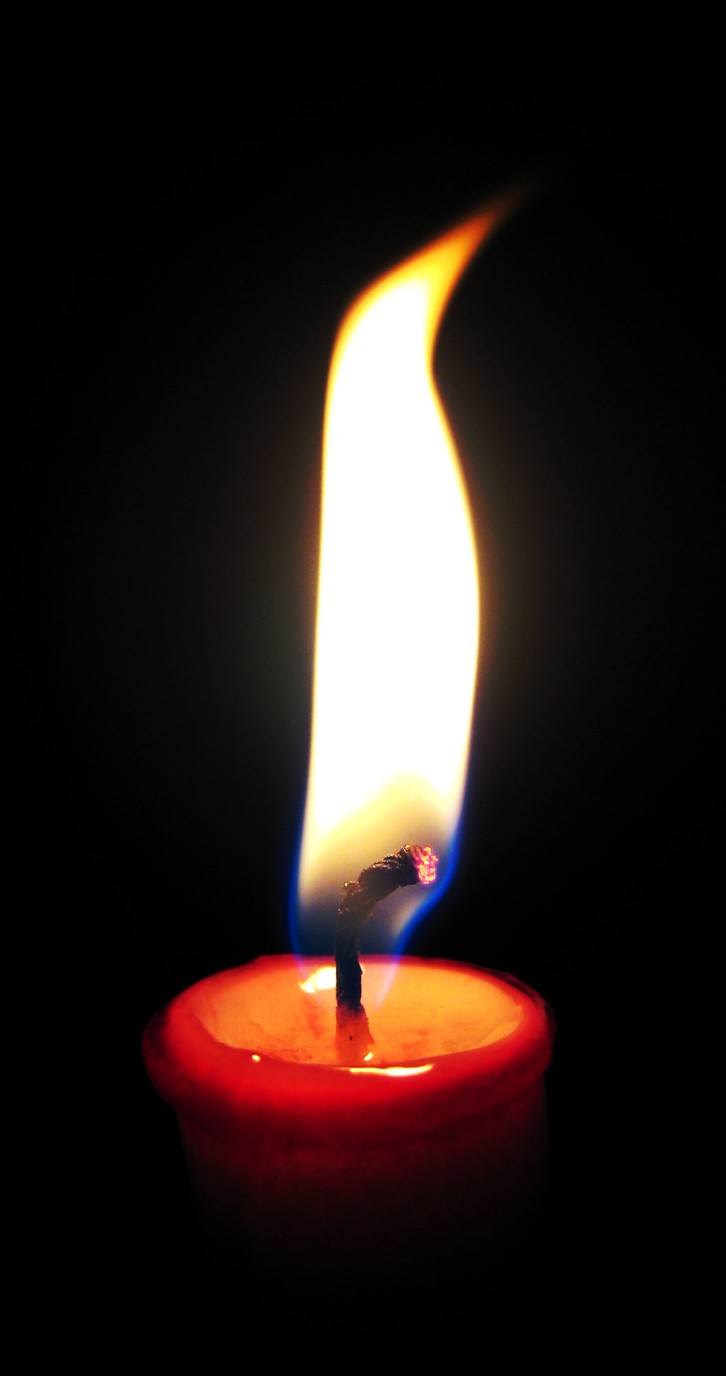
Flama de la combustió d'una espelma.

Una flama (del llatí flamma) és una reacció de combustió que es produeix en una àrea de poca gruixa, que genera calor i que, normalment fa llum.
Quan es produeix la combustió d'un element inflamable en una atmosfera rica en oxigen, s'observa una emissió de llum, que pot arribar a ser intensa. Totes les combustions són exotèrmiques desprenent gran quantitat d'energia en forma de calor. La flama és provocada per l'emissió d'energia dels àtoms d'algunes partícules que es troben en els gasos de la combustió, en ser excitats per la intensa calor generada en aquest tipus de reaccions.

## Flames a les espelmes
La incandescència de les espelmes prové de la presència de partícules sòlides en la part lluminosa i calenta de la flama. Aquestes partícules, que són fonamentalment carboni elemental, es poden dipositar en el full d'una espàtula posat directament sobre la flama.
La cera de l'espelma està composta, essencialment, per hidrocarburs de massa molar elevada. La calor de la flama de l'espelma fon la cera, que impregna el ble (metxa que està en el centre de l'espelma) submergit en ella. La calor addicional fa evaporar la cera del ble. Una mica de vapor de la cera es crema formant diòxid de carboni CO₂ i aigua, una altra part es converteix en hidrocarburs de menor massa molecular, fragments de molècula i carboni. Eventualment, alguns d'aquests intermediaris també es transformen en diòxid de carboni i aigua en el procés de combustió.

## Flames en encenedors Bunsen
En els laboratoris de química s'usen freqüentment els anomenats encenedors bunsen, el nom és a causa del químic alemany Robert Wilhelm Bunsen. En aquest tipus d'aparells, el gas utilitzat pot ser metà, propà o butà. Si el proveïment de gas és constant, la temperatura de la flama depèn de la quantitat d'aire premesclat amb el gas comburent abans de la combustió.
Quan la vàlvula d'entrada d'aire de la part inferior de l'encenedor està tancada, la flama presenta una coloració groguenca, la qual cosa indica que el procés de combustió és incomplet (això vol dir que no tot el metà que s'introdueix en l'encenedor es converteix en diòxid de carboni i aigua, part es transforma en carboni elemental com en el cas de l'espelma).
Quan la vàlvula d'entrada d'aire està oberta per complet, el metà gasós es transforma, en gran manera, en diòxid de carboni i aigua:
CH4 + 2 O₂ → CO₂ + 2 H₂O
En aquest procés s'allibera més calor que en el cas anterior, de manera que la temperatura de la flama augmenta i el color canvia de groc a blau. El gas d'ús domèstic (metà, propà, butà) que s'utilitza per cuinar és usualment  prebarrejat  amb aire per fer que la flama blava (es tracta d'assegurar la combustió completa del gas introduït en els cremadors).
Es pot obtenir una combustió encara més completa del metà  prebarrejat  amb oxigen gasós pur en lloc d'aire.
Al laboratori s'utilitza, quan es treballa amb vidre, un bufador d'oxigen/metà per al bufat del vidre científic. La seva flama és prou calenta com per fondre el quars (el punt de fusió del quars és d'uns 1.600 °C).

## Flames en la indústria
En la indústria es necessiten flames de major temperatura per tallar i soldar metalls. El bufador oxhídric (oxigen/hidrogen)  premescla  els gasos hidrogen i oxigen abans de la combustió.
2H₂ + O₂ → 2 H₂O
Mitjançant el procés anterior s'arriben a assolir temperatures de flama d'uns 2.500 °C.
La reacció entre l'acetilè (etí segons la IUPAC) i l'oxigen és encara més exotèrmica:
C₂H₂ + 5 O₂ → 4 CO₂ + 2 H₂O
El bufador de oxiacetilè, basat en aquesta reacció té una flama la temperatura és major de 3.000 °C. Aquest bufador s'usa amb freqüència per soldar les bigues d'acer que es fan servir en les estructures d'edificis de gran altura com els gratacels.

## Assaig a la flama
L'assaig a la flama és un mètode d'anàlisi qualitatiu molt usat per identificar la presència d'un element químic determinat en una mostra. Per fer-ho cal disposar d'un encenedor de gas. Usualment un encenedor Bunsen, ja que la temperatura de la flama és prou elevada com per dur a terme l'experiència (no serveix un encenedor de metxa amb dipòsit d'alcohol). Primer s'ha d'ajustar la temperatura de la flama de l'encenedor Bunsen fins que deixi de ser groguenca i presenti una tonalitat blavosa en el cos de la flama i una envoltant incolora. Després s'impregna la punta d'una vareta neta de platí o de nicrom (un aliatge de níquel i crom), o, si no de vidre, d'una petita quantitat de la substància que es vol analitzar i, tot seguit, s'introdueix la vareta en la flama, procurant situar la punta en la part menys acolorida de la flama.
A nivell atòmic, la interpretació dels successos és la següent: l'energia, en forma de calor, subministrada per la flama excita fortament als àtoms que componen la mostra. Els electrons d'aquests saltaran a nivells superiors des dels nivells inferiors i, immediatament (el temps que pot estar un electró en nivells superiors és de l'ordre dels nanosegons), emetran energia en totes direccions en forma de radiació electromagnètica (llum) de freqüències característiques. És el que s'anomena un espectre d'emissió atòmic.
A nivell macroscòpic s'observa que la mostra, en ser escalfada en el si de la flama, proporcionarà un color característic a aquesta. Per exemple, si s'impregna la punta d'una vareta amb una gota de dissolució de Ca² (la notació anterior indica que es tracta de l'ió calci, és a dir, l'àtom de calci que ha perdut dos electrons), el color observat és vermell maó.